# كلود ديريك
كلود ديريك (بالإنجليزية: Claud Derrick)‏ هو لاعب كرة قاعدة أمريكي، ولد في 11 يونيو 1886 في Burton, Georgia ‏ في الولايات المتحدة، وتوفي في 15 يوليو 1974 في كلايتون في الولايات المتحدة.

## وصلات خارجية
- كلود ديريك على موقعبيزبول رفرنس.كوم (الدوري الرئيسي) (الإنجليزية)
- كلود ديريك على موقعبيزبول رفرنس.كوم (الدوري الثانوي) (الإنجليزية)
- كلود ديريك على موقع مشجعي الرسوم البيانية (الإنجليزية)
- كلود ديريك على موقع قاعة جورجيا للمشاهير الرياضية (مؤرشف) (الإنجليزية)